# Steam Gun Boat
Steam Gun Boat o SGB (letteralmente "cannoniera a vapore" in lingua inglese) fu la designazione data a una classe di unità leggere della Royal Navy britannica, impiegabili nei ruoli di motocannoniera e motosilurante.
Sviluppate nel 1942, in piena seconda guerra mondiale, le SGB erano unità deputate principalmente al contrasto delle motosiluranti tedesche (S-Boot) nella regione del canale de La Manica. La loro particolarità, che le distingueva dalle altre classi di motocannoniere e motosiluranti della Royal Navy, era quella di impiegare un sistema propulsivo basato su due turbine a vapore allimentate da una caldaia, invece che su motori diesel; questa soluzione si dimostrò alla prova dei fatti priva di reali vantaggi rispetto alla propulsione diesel, e la costruzione delle SGB venne abbandonata in favore delle più semplici motocannoniere classe Fairmile D sviluppate in contemporanea. Delle 60 SGB inizialmente progettate solo 9 furono ordinate a vari cantieri navali britannici e sette effettivamente completate e immesse in servizio; un'unità andò perduta per cause belliche, le altre furono radiate poco dopo la fine delle ostilità.